# MLB All-Star Game 2013
Das MLB All-Star Game 2013 war die 84. Auflage des Major League Baseball All-Star Game zwischen den Auswahlteams der American League (AL) und der National League (NL). Es fand am 16. Juli 2013 im Citi Field in Queens, New York City statt.
Die siegreiche Liga hat zum Finale der MLB-Saison 2013 den Heimvorteil bei der World Series 2013.

## Letzter Roster-Platz
Nach der Bekanntgabe der Roster fand eine zweite Abstimmung statt, um den jeweils letzten verbleibenden Platz im Roster zu vergeben. Die Gewinner sind Steve Delabar von den Toronto Blue Jays (AL) und Freddie Freeman von den Atlanta Braves (NL)
| Spieler          | Team            | Pos             | Spieler         | Team            | Pos             |
| American League  | American League | American League | National League | National League | National League |
| ---------------- | --------------- | --------------- | --------------- | --------------- | --------------- |
| Steve Delabar    | Blue Jays       | P               | Ian Desmond     | Nationals       | SS              |
| David Robertson  | Yankees         | P               | Freddie Freeman | Braves          | 1B              |
| Kōji Uehara      | Red Sox         | P               | Adrian Gonzalez | Dodgers         | 1B              |
| Tanner Scheppers | Rangers         | P               | Hunter Pence    | Giants          | OF              |
| Joaquín Benoit   | Tigers          | P               | Yasiel Puig     | Dodgers         | OF              |

## Aufstellung (Roster)
| C  | Joe Mauer      | Twins     | 6 |
| 1B | Chris Davis    | Orioles   | 1 |
| 2B | Robinson Canó  | Yankees   | 5 |
| 3B | Miguel Cabrera | Tigers    | 8 |
| SS | J. J. Hardy    | Orioles   | 2 |
| OF | Mike Trout     | Angels    | 2 |
| OF | Adam Jones     | Orioles   | 3 |
| OF | José Bautista  | Blue Jays | 4 |
| DH | David Ortiz    | Red Sox   | 9 |

| Feldspieler | Feldspieler       | Feldspieler | Feldspieler    |
| Position    | Spieler           | Team        | All-Star Games |
| ----------- | ----------------- | ----------- | -------------- |
| C           | Jason Castro      | Astros      | 1              |
| C           | Salvador Pérez    | Royals      | 1              |
| 1B          | Prince Fielder    | Tigers      | 5              |
| 2B          | Jason Kipnis      | Indians     | 1              |
| 2B          | Dustin Pedroia    | Red Sox     | 4              |
| 2B          | Ben Zobrist       | Rays        | 2              |
| 3B          | Manny Machado     | Orioles     | 1              |
| SS          | Jhonny Peralta    | Tigers      | 2              |
| OF          | Nelson Cruz       | Rangers     | 2              |
| OF          | Alex Gordon       | Royals      | 1              |
| OF          | Torii Hunter      | Tigers      | 5              |
| DH          | Edwin Encarnación | Blue Jays   | 1              |

| Pitcher          | Pitcher   | Pitcher        | Pitcher |
| Spieler          | Team      | All-Star Games |         |
| ---------------- | --------- | -------------- | ------- |
| Clay Buchholz    | Red Sox   | 2              |         |
| Brett Cecil      | Blue Jays | 1              |         |
| Bartolo Colón    | Athletics | 3              |         |
| Steve Delabar    | Blue Jays | 1              |         |
| Félix Hernández  | Mariners  | 4              |         |
| Hisashi Iwakuma  | Mariners  | 1              |         |
| Justin Masterson | Indians   | 1              |         |
| Yū Darvish       | Rangers   | 2              |         |
| Max Scherzer     | Tigers    | 1              |         |
| Justin Verlander | Tigers    | 6              |         |
| Mariano Rivera   | Yankees   | 13             |         |
| Jesse Crain      | White Sox | 1              |         |
| Joe Nathan       | Rangers   | 6              |         |
| Chris Sale       | White Sox | 2              |         |
| Glen Perkins     | Twins     | 1              |         |
| Chris Tillman    | Orioles   | 1              |         |
| Matt Moore       | Rays      | 1              |         |
| Greg Holland     | Royals    | 1              |         |
| Grant Balfour    | Athletics | 1              |         |

| C  | Yadier Molina    | Cardinals | 5 |
| 1B | Joey Votto       | Reds      | 4 |
| 2B | Brandon Phillips | Reds      | 3 |
| 3B | David Wright     | Mets      | 7 |
| SS | Troy Tulowitzki  | Rockies   | 3 |
| OF | Carlos Beltrán   | Cardinals | 8 |
| OF | Carlos González  | Rockies   | 2 |
| OF | Bryce Harper     | Nationals | 2 |

| Feldspieler | Feldspieler      | Feldspieler  | Feldspieler    |
| Position    | Spieler          | Team         | All-Star Games |
| ----------- | ---------------- | ------------ | -------------- |
| C           | Buster Posey     | Giants       | 2              |
| C           | Brian McCann     | Braves       | 7              |
| 1B          | Paul Goldschmidt | Diamondbacks | 1              |
| 1B          | Allen Craig      | Cardinals    | 1              |
| 1B          | Freddie Freeman  | Braves       | 1              |
| 2B          | Matt Carpenter   | Cardinals    | 1              |
| 2B          | Marco Scutaro    | Giants       | 1              |
| 3B          | Pedro Álvarez    | Pirates      | 1              |
| SS          | Everth Cabrera   | Padres       | 1              |
| SS          | Jean Segura      | Brewers      | 1              |
| OF          | Domonic Brown    | Phillies     | 1              |
| OF          | Michael Cuddyer  | Rockies      | 2              |
| OF          | Carlos Gómez     | Brewers      | 1              |
| OF          | Andrew McCutchen | Pirates      | 3              |

| Pitcher           | Pitcher      | Pitcher        | Pitcher |
| Spieler           | Team         | All-Star Games |         |
| ----------------- | ------------ | -------------- | ------- |
| Madison Bumgarner | Giants       | 1              |         |
| Aroldis Chapman   | Reds         | 2              |         |
| Patrick Corbin    | Diamondbacks | 1              |         |
| José Fernández    | Marlins      | 1              |         |
| Jason Grilli      | Pirates      | 1              |         |
| Matt Harvey       | Mets         | 1              |         |
| Clayton Kershaw   | Dodgers      | 3              |         |
| Craig Kimbrel     | Braves       | 3              |         |
| Cliff Lee         | Phillies     | 4              |         |
| Jeff Locke        | Pirates      | 1              |         |
| Mark Melancon     | Pirates      | 1              |         |
| Edward Mujica     | Cardinals    | 1              |         |
| Sergio Romo       | Giants       | 1              |         |
| Adam Wainwright   | Cardinals    | 2              |         |
| Travis Wood       | Cubs         | 1              |         |
| Jordan Zimmermann | Nationals    | 1              |         |

## Spiel

### Startaufstellung
| American League | American League | American League | American League | National League | National League  | National League | National League |
| Order           | Player          | Team            | Position        | Order           | Player           | Team            | Position        |
| --------------- | --------------- | --------------- | --------------- | --------------- | ---------------- | --------------- | --------------- |
| 1               | Mike Trout      | Angels          | LF              | 1               | Brandon Phillips | Reds            | 2B              |
| 2               | Robinson Canó   | Yankees         | 2B              | 2               | Carlos Beltrán   | Cardinals       | RF              |
| 3               | Miguel Cabrera  | Tigers          | 3B              | 3               | Joey Votto       | Reds            | 1B              |
| 4               | Chris Davis     | Orioles         | 1B              | 4               | David Wright     | Mets            | 3B              |
| 5               | José Bautista   | Blue Jays       | RF              | 5               | Carlos González  | Rockies         | LF              |
| 6               | David Ortiz     | Red Sox         | DH              | 6               | Yadier Molina    | Cardinals       | C               |
| 7               | Adam Jones      | Orioles         | CF              | 7               | Troy Tulowitzki  | Rockies         | SS              |
| 8               | Joe Mauer       | Twins           | C               | 8               | Michael Cuddyer  | Rockies         | DH              |
| 9               | J. J. Hardy     | Orioles         | SS              | 9               | Bryce Harper     | Nationals       | CF              |
|                 | Max Scherzer    | Tigers          | P               |                 | Matt Harvey      | Mets            | P               |

### Zusammenfassung
| Team            | 1 | 2 | 3 | 4 | 5 | 6 | 7 | 8 | 9 | R | H | E |
| --------------- | - | - | - | - | - | - | - | - | - | - | - | - |
| American League | 0 | 0 | 0 | 1 | 1 | 0 | 0 | 1 | 0 | 3 | 9 | 0 |
| National League | 0 | 0 | 0 | 0 | 0 | 0 | 0 | 0 | 0 | 0 | 3 | 0 |

Starting Pitchers: AL – Max Scherzer  NL – Matt Harvey   WP: Chris Sale (CWS) (1-0)   LP: Patrick Corbin (ARI) (0-1)  SV: Joe Nathan (TEX) (1)  
- Umpires: Home Plate – John Hirschbeck; First Base – Wally Bell; Second Base – Larry Vanover; Third Base – Paul Emmel; Left Field – Rob Drake; Right Field – Chad Fairchild
- Spieldauer: 3:06
- Zuschauer: 45.186